# アストルガ司教館
アストルガ司教館（スペイン語: Palacio Episcopal de Astorga）は、スペイン・カスティーリャ・イ・レオン州レオン県アストルガにある建築物。サンチャゴ・デ・コンポステーラへの巡礼道にある。現在は宗教美術博物館として使用されている。
設計はカタルーニャ人建築家のアントニ・ガウディであり、1889年から1913年にかけて建築された。ゴシック・リヴァイヴァル建築であり、当時のカタルーニャ地方で流行したムダルニスマの影響を受けている。カタルーニャ地方外にある3つしかないガウディ建築のうちの一つである。1969年7月24日にはスペインの重要文化財(BIC)に指定された。

## 歴史

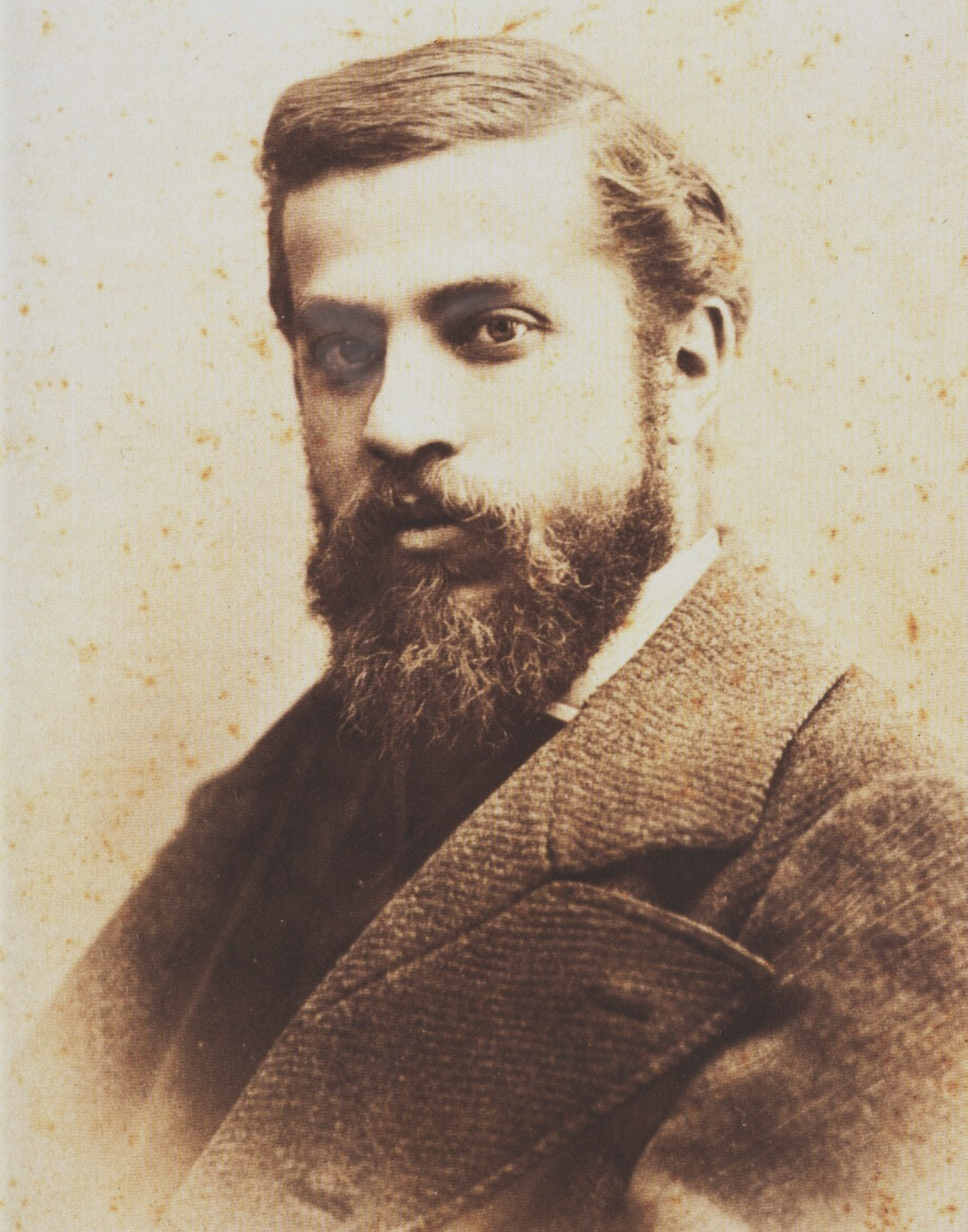
設計者のアントニ・ガウディ

19世紀の火災によってそれまでの司教館が破壊されると、ジョアン・バプティスタ・グラウ・イ・バリェスピノスアストルガ司教は友人であるアントニ・ガウディに新しい司教館の設計を依頼する事を決めた。二人が友人となったのはグラウ司教がタラゴナ大司教区の司教だった時であり、この時にはガウディが高い祭壇の教会を設計している。
ガウディが委託を受けた時、彼はバルセロナのグエル邸の仕事に取り掛かっており、地形や地域を視察するためにアストルガへ赴くことができなかった。そのためガウディは、アストルガ司教館の設計を行うためにグラウ司教に対して写真を送るよう依頼した。ガウディが設計図をグラウ司教に送り、それが承認されたのは1889年2月である。1890年7月には礎石が置かれた。なお1891年から1892年にかけて、ガウディはレオン県の県都レオンでカサ・ボティネスを設計している。

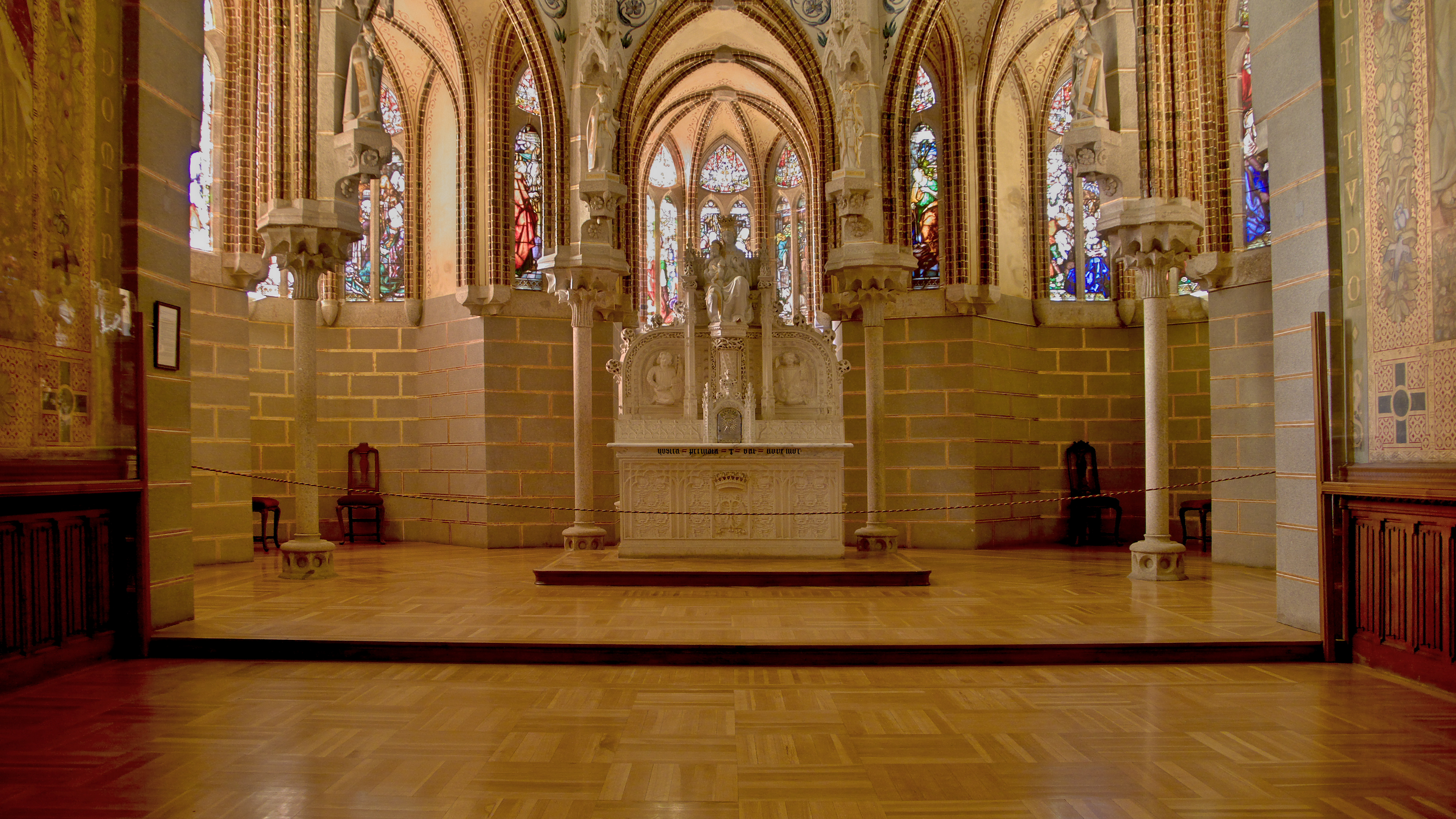
アストルガ司教館の内部

レオン県エル・ビエルソ地域で産出された灰色の花崗岩で造られた建物は、特にアストルガ大聖堂を含むこの地域の建築に調和する新中世の様式である。しかし、ガウディはキャリア後期に典型的ないくつかの要素（例えば、控え壁入りの入口のアーチ、サイドファサードに組み込まれた煙突など）もある。ガウディはファサードに装飾するための高さ5メートルの天使像を考案したが、天使像が付け加えられることはなかった。ファサードには4つの円筒形の塔があり、溝に囲まれている。
1893年にグラウ司教が死去すると、ガウディは議会との意見の相違から辞任し、建設は数年間にわたって中断された。しかしこの宮殿は、1907年から1915年にかけてリカルド・ガルシア・ゲレタによって完成された。1930年代後半のスペイン内戦の間、建物はファランヘ党の地元支部として役立った。 1956年、カタルーニャ人建築家のジョゼップ・カステイトルトは修復作業を開始し、建物を司教の邸宅として適応させた。 その後、マルセロ・ゴンサレス・マルティン司教はこの司教館を、サンティアゴ・デ・コンポステーラの巡礼路に捧げられた宗教美術博物館に転換させた。